# Malcolm Metcalf
Malcolm Metcalf (Malcolm Ward Metcalf; * 16. Oktober 1910 in Springfield, Massachusetts; † 5. Mai 1993 in Claremont, Kalifornien) war ein US-amerikanischer Speerwerfer.
Bei den Olympischen Spielen kam er 1932 in Los Angeles auf den siebten und 1936 in Berlin auf den 15. Platz.
1932 wurde er US-Meister. Seine persönliche Bestleistung von 67,33 m stellte er am 1. Juli 1932 in Berkeley auf.